# Fluorszulfonát
A fluorszulfonát szerves kémiai funkciós csoport, képlete F–SO2–O–R. Jellemzően nagyon jó távozó csoport.

## Fordítás
Ez a szócikk részben vagy egészben  a   Fluorosulfonate című angol Wikipédia-szócikk ezen változatának fordításán alapul.  Az eredeti cikk szerkesztőit annak laptörténete sorolja fel. Ez a jelzés csupán a megfogalmazás eredetét és a szerzői jogokat jelzi, nem szolgál a cikkben szereplő információk forrásmegjelöléseként.